# Самоубийства в Камеруне
Количество самоубийств в Камеруне быстро росло за 10 лет с 2002 по 2012 год, хотя чиновники здравоохранения столкнулись с трудностями при сборе официальной статистики, поскольку самоубийство считается табу в большинстве частей Африки. 

## Тенденция
Тенденции самоубийств в камерунском обществе можно рассматривать как проблему развивающегося мира из-за механизмов социокультурных и семейных отношений. Хотя правительственные данные о причинах самоубийств в Камеруне отсутствуют, депрессия была задокументированной причиной опасений по поводу заражения ВИЧ / СПИДом. 

## Законодательство
В соответствии с камерунским законодательством самоубийство само по себе не является преступлениям, как и сообщение о самоубийстве в средствах массовой информации, однако публикация о самоубийстве несовершеннолетнего является правонарушением.

## Государственное регулирование
Государственное лечение физиологических расстройств, связанных с самоубийством, остро нуждается в финансировании. 
По данным Всемирной организации здравоохранения, на 19,9 млн населения функционирует всего 2 психиатрические больницы, общее количеств коек -  115 коек.
В Камеруне нет ни плана охраны психического здоровья, ни политики как таковой.

## Способы
Министерство здравоохранения провело 9-летнее исследование в медицинском округе Гидигис в период с 1999 по 2008 год, сельской провинции на севере страны. Наиболее частым способом суицида в регионе был прием ядовитых агрохимикатов, а основной причиной суицидов были, в основном, текущие хронические заболевания (31,9%), половые и супружеские конфликты (25,5%), колдовство (14,9%), финансовые проблемы (8,5%). Исследование пришло к выводу, что самоубийства в сельских районах Камеруна не являются чем-то необычным, а возможности служб охраны психического здоровья в сельских районах Камеруна практически отсутствуют. 